# لابوجنوي
لابوجنوي (بالفرنسية: Lapugnoy)‏ هي بلدية تقع في إقليم باد كاليه من منطقة نور با دو كاليه في شمال فرنسا. تبلغ مساحة هذه المدينة 8.61 (كم²)، وترتفع عن سطح البحر 37 م، يبلغ عدد سكانها 3323 نسمة حسب إحصاء المعهد الوطني للإحصاء والدراسات الاقتصادية سنة 2009 م. وترأس Alain Delannoy البلدية خلال فترة (2008-2014).